# Sóc bay Siberut
Sóc bay Siberut, tên khoa học Petinomys lugens, là một loài động vật có vú trong họ Sóc, bộ Gặm nhấm. Loài này được Thomas mô tả năm 1895.